# Fort-Mardyck
Fort-Mardyck (tiếng Hà Lan: Fort-Mardijk) là một xã ở tỉnh Nord trong vùng Hauts-de-France, Pháp.